# Белеп (острови)
Белеп (фр. Îles Bélep, Dau Ar мовою Nyelâyu) — група островів у складі архіпелагу Нова Каледонія, французького володіння в південно-західній частині Тихого океану. Їхня меланезійська назва Дау-Ар означає «острови сонця».
Острови розташовані в межах північного продовження бар'єрного рифу, який оточує головний острів Нова Каледонія (Гранд-Терр). Архіпелаг простягається на 40 км з північного заходу на південний схід, 45 км відділяє його від північного краю острова Нова Каледонія. Загальна площа островів становить 69,5 м². Найбільший острів Арт (фр. Île Art, Aar мовою Nyelâyu) має довжину 16 км і ширину 5 км, його площа становить 52,6 км². На північний захід від нього розташований острів Потт (фр. Île Pott, Phwoc мовою Nyelâyu) площею 15 км². До складу архіпелагу входять також кілька дрібних скелястих острівців, розташованих на південний схід від острова Арт.
Острови Белеп утворюють окрему комуну в складі Північної провінції Нової Каледонії. 80 % території комуни (55,6 км³) становлять так звані звичаєві землі (фр. Terres coutumières), що перебувають у володінні корінного населення й на території яких діють закони звичаєвого права. В рамках звичаєвого адміністративного поділу острови Белеп утворюють звичаєвий округ (фр. District coutumier) Белеп (фр. Bélep – Teâ Bélep), який об'єднує 7 канацьких племен-резервацій (фр. Tribu) і входить до складу звичаєвої області (фр. Aire coutumière) Гот-ма-Вап (фр. Hoot ma Waap). Кожне з племен володіє власними спадковими землями й перебуває під владою свого вождя, звичаєвий округ очолює так званий великий вождь з титулом теа-белеп (фр. Teâ Bélep).
Населення островів Белеп, за даними перепису 2019 року, становило 867 осіб, з них 854 особи (98,5 %) — канаки. Говорять меланезійською мовою ньєлею (Nyèlêyu). Місцевих жителів називають белема (фр. Béléma). Спостерігається відтік населення на острів Нова Каледонія. За межами архіпелагу Белеп живе приблизно половина белема, найбільше в Мон-Доре (фр. Mont-Dore) та інших околицях Нумеа.
Єдиний населений пункт архіпелагу — село Вала (фр. Waala), розташоване на острові Арт. Тут знаходяться церква, початкова школа, продуктові магазини. На покинутому острові Потт є багато сільськогосподарських ділянок та священних місць белема, які все ще продовжують використовуватись. Решта островів непридатні для проживання.
Як свідчать усні історії, в старі часи острови Белеп населяли незалежні канацькі клани, які час від часу воювали між собою. Близько 1540 року сюди прибули мігранти з району Гомен (фр. Gomen) на північному заході острова Гранд-Терр. Поступово вони заволоділи всім островом Арт, а тоді поширили свою владу й на острів Потт. Їхній вождь прийняв титул теа-белеп. 1856 року на острови прибули католицькі місіонери. На той час на острові Арт було 479 жителів, ще 204 особи проживало на острові Потт. 1859 року теа-белеп охрестився разом із двомастами своїми підданими. Згодом під його тиском поступово було навернене на християнство все населення. Всі жителі острова Арт були зібрані в селі Вала, а 1874 року сюди переселили й усіх жителів острова Потт. Епідемії дизентерії, що прокотилися островами протягом 1856—1874 рр., вдвічі скоротили населення архіпелагу. 1878 року, після поразки повстання корінного населення на острові Нова Каледонія, французька колоніальна адміністрація депортувала на острови Белеп близько 350 канаків з району Булупарі (фр. Boulouparis); після амністії більшість вигнанців повернулася додому. 1892 року на острові Арт був відкритий лепрозорій, до якого відправляли всіх хворих на проказу з колонії; місцевих жителів переселили до Баладе (фр. Balade) на півночі Гранд-Терр. Установа проіснувала до 1897 року, наступного року белема повернулися на Белеп.
1955 року у Валі була збудована злітно-посадкова смуга, з'явилася сучасна клініка. 1961 року Белеп став комуною. Проте й досі архіпелаг сприймається в Новій Каледонії як віддалена й відстала територія. Зберігається традиційна структура суспільства та традиційні органи влади. Традиції тут сильніші, ніж деінде. 1972 року група молоді, невдоволена функціюванням звичаєвих законів, покинула острови й переселилася до містечка Мон-Доре поблизу Нумеа. 1984 року цю колонію поповнила нова група мігрантів белема.
Острови віддалені від головних економічних та ділових центрів країни. Сполучення з островом Нова Каледонія здійснюється човнами й літаками, й воно є нерегулярним.
Більшість белема зберігає автентичність, говорить лише рідною мовою, досі, як і їхні предки, займається землеробством у традиційний спосіб. Вирощують ямс, таро, батат, маніок, банани. Цей крохмалистий раціон традиційно доповнюється рибою та морепродуктами, м'ясом напіводомашніх свиней та криланів. Вже півтора століття все населення зосереджене в селі Вала. Людям не вистає землі, придатної для обробітку. Важливою галуззю господарства для місцевого населення є рибальство, але воно ведеться в старий примітивний спосіб.
Лагуна Белепа є однією з шести морських територій Нової Каледонії, що охороняються як Світова спадщина ЮНЕСКО. Адміністрація округу намагається вивести острови з ізоляції й замкненості шляхом розвитку туризму, заснованого на місцевій природі й особливо красотах моря. Проте для туристів тут відсутні місця для проживання.